# Plistonax ariasi
Plistonax ariasi är en skalbaggsart som först beskrevs av Chemsak och Hovore 2002. Plistonax ariasi ingår i släktet Plistonax och familjen långhorningar.
Artens utbredningsområde är:
- Costa Rica.
- Panama.

Inga underarter finns listade i Catalogue of Life.